# Vsetín (zámek)
Vsetínský zámek se nachází na Horním náměstí ve Vsetíně, uprostřed starého vsetínského náměstí na vysoké pravobřežní terase řeky Bečvy. Po staletí přitahuje pozornost k vsetínskému zámku bílá majestátní věž i rozsáhlá stavba, která si dodnes zachovala svou výjimečnost, pečeť umělecké dokonalosti i řemeslné zručnosti našich předků.

## Historie
Renesanční zámek s vnitřním dvorem vroubeným arkádami, byl postaven v prvním desetiletí 17. století (první zmínka z r. 1610) tehdejšími majiteli panství Lukrecií Nekšovnou z Landeka a jejím druhým manželem Albrechtem z Valdštejna na základech středověké tvrze z první poloviny 15. století na vyvýšenině pravého břehu řeky Bečvy. Během valašského povstání za třicetileté války byl centrem povstalců a před jeho branami se roku 1644 odehrála bitva u Vsetína, která povstání de facto ukončila. Pozdějšími majiteli, uherskou šlechtou z rodu Illésházy, byla zámecká budova v průběhu 18. století několikrát přestavována a upravována. (V r. 1708 zámek vyhořel na holé zdi.)
Od roku 1719 se začal opravovat opuštěný a vypálený zámek. O dva roky později byl pořízen úředníkem hraběte Mikuláše Illesházyho, Františkem Palmerem, velmi podrobný popis vsetínského zámku. Díky tomu je zřejmé, že zámek nesloužil jako trvalé reprezentativní sídlo hraběte, ale byl jim užíván přechodně a sloužil hlavně potřebám správy panství a vrchnostenských úředníků. V roce 1740 byly opraveny hodiny na zámecké věži. V dalších letech došlo k dalším opravám a zřejmě v této době byla nad zámeckými křídly vztyčena mansardová střecha, která je typickou součástí výrazu zámku až do dnešní doby. Současnou klasicistní podobu získal vsetínský zámek v letech 1833-1834 za posledního šlechtického majitele Josefa z Wachtlerů. Stavebními úpravami provedenými ve 30. letech 19. století získal zámek empírovou podobu, která zůstala zachována až dodnes.
V r. 1890 nechali zámek opravit noví majitelé Thonetové a ti nebo alespoň jeden příslušník jejich rodiny zámek obývali.  V r. 1915 zničil požár celou střechu i s věží a zámek tak téměř 10 let připomínal zříceninu. Po dlouhých dohadech s Památkovým úřadem byl zámek opraven do stavu před požárem, i když byl uvnitř přizpůsoben moderní době.  V r. 1924 byla opravena střecha zámecké věže. Posledními soukromými vlastníky zámku od r. 1938 byli Marie Baťová se synem Tomášem. V roce 1948 získalo město do svého vlastnictví celou Pánskou zahradu, park kolem zámku, dolní Pánskou zahradu i ovocnářskou zahradu. O rok později byl zámek převzat do národní správy. Do roku 1963 se v zámku vystřídalo několik institucí a od r. 1967 – 1974 proběhla náročná generální oprava objektu. 9. 5. 1975 při příležitosti oslav 30. výročí osvobození naší vlasti byl zámek slavnostně otevřen.
Po roce 1989 v rámci restituce získal zámek syn Marie Baťové, Tomáš Baťa, který ho v roce 1993 daroval městu. Poslední úpravy zámku proběhly v letech 2014-2015, kdy došlo k renovaci interiérů, vybudování moderních depozitářů, či k rozvodu nových elektrických a datových sítí. V současnosti je vsetínský zámek sídlem Muzea regionu Valašsko, jehož zřizovatelem je Zlínský kraj.

## Současnost
V listopadu 2015 zpřístupnilo Muzeum regionu Valašsko veřejnosti vsetínský zámek, ve kterém probíhala 19 měsíců rozsáhlá rekonstrukce. Došlo tak k rekonstrukci nových depozitárních prostor, odstranění havarijního stavu vybraného majetku, zvýšení kvality zázemí pro návštěvníky (rekonstrukce sociálního zařízení, odpočinkových prostor, vybudování nového gastrozařízení, úprava Mramorového sálu) a realizace nových expozic a krátkodobých výstavních prostor. Cílem rekonstrukce nebylo jen zvýšit komfort pro návštěvníky muzea, ale hlavně představit co nejširšímu okruhu veřejnosti víceoborovou muzejní expozici se zaměřením na události a osobnosti Valašska, průmyslovou a uměleckoprůmyslovou tradici a lidové zvyky v souladu s profilací muzea.

## Expozice ve vsetínském muzeu
Stěžejní novinkou je víceoborová muzejní expozice, která je instalována v devíti výstavních sálech ve třech křídlech 1. patra zámku. Témata jednotlivých částí expozice z oboru regionální historie, etnografie a umělecké historie popularizační formou zpracovali současní kurátoři společenskovědních fondů vsetínského muzea (historik P. Mašláň – garant expozic, historička umění O. Mehešová a kurátorka etnografických sbírek M. Fohlerová).
Dominantním prvkem jsou barevné předstěny, vestavěny do potemnělých zámeckých interiérů tak, aby akcentovaly svým nasvícením. Vedle klasické prezentace muzejních exponátů jsou zde využity moderní technologie, scénické instalace, interaktivní prvky. V sálech je možno zhlédnout expozice s řadou námětů specifických pro region.

### Historická sekce
Expozice Pásli ovce Valaši pojednává o valašské kolonizaci, která společně s kolonizací pasekářkou výrazně ovlivnila zdejší kraj a určila jeho charakter na další století, i její zásluhou zde vznikl specifický etnografický region. Představuje salašnický způsob chovu ovcí a jeho vliv na valašskou krajinu.
Expozice Neklidné časy se věnuje valašským rebeliím a zbojnictví. Centrem Valašských povstání bylo město Vsetín, čímž má výjimečné postavení v dějinách naší země.
Expozice Vsetínské století páry se zabývá průmyslovou revolucí ve Vsetíně ve 2. pol. 19. století. Představuje tehdejší nejdůležitější firmy ve Vsetíně, včetně způsobu, jakým proměnil rozvoj průmyslu město a jeho okolí.
Expozice Moravský Edison seznamuje s bezesporu nejvýznamnější osobností Vsetína 20. století Josefem Sousedíkem - vynálezcem, podnikatelem, politikem a vlastencem, jenž ve Vsetíně zbudoval vlastní továrnu, zasloužil se o výstavbu Zbrojovky a aktivně se účastnil protinacistického odboje. Jako vynálezce byl uznáván i v zahraničí.
Expozice V partyzánských horách vypovídá o protektorátu a odboji na Vsetínsku za 2. světové války. Je zde možno vidět historii odboje na území Vsetínska i to, jakým způsobem ovlivňoval život místních obyvatel.

### Etnografická část
Expozice Výroční a rodinné zvyky pojednává o zvyklostech na Valašsku, které jsou prezentovány prostřednictvím vzácných sbírkových předmětů, dobových fotografií a filmů.
Expozice Podomácká výroba seznamuje veřejnost o neřemeslné výrobě na Vsetínsku, prostřednictvím fotografií, dokumentárních filmů a vzácných sbírkových předmětů, mezi nimiž jsou i unikáty, s několika odvětvími lidové výroby, jimiž bylo Valašsko výjimečné a které tento region proslavily dokonce daleko za jeho hranicemi. Bylo to brouskařství, pletení na rámu, punčochářství, vázání na formě, výroba hraček nebo křiváčkářství.

### Uměleckohistorická sekce
Expozice Fenomén ohýbaného nábytku představuje výběr z profilového sbírkového fondu muzea a dobovou i současnou produkci bystřické Továrny na ohýbaný nábytek (TON), zapůjčenou přímo od výrobce. Vystaveno je 52 ks nábytku: nejstarší exponát je z 30. let 19. stol. (boppardská židle) a nejnovější z roku 2015 (židle Split). Expozice připomíná místní výrobu nábytku z ohýbaného dřeva, který se ve Vsetíně vyráběl déle než 60 let (působily tu firmy: Bratři Thonetové, J. a J. Kohn a Thonet-Mundus) a jeho produkce tu byla ukončena za hospodářské krize (1932).
Expozice Templářský sklípek se nachází v zámeckém sklepení a můžete zde spatřit repliku rytířského sálu, kde je představena historie templářského řádu a jeho působení na Vsetínsku.
Dále je zde k vidění Galerie majitelů, Expozice Proměny vsetínského zámku a také Expozice Bankovky z celého světa, která je umístěna na chodbách zámku a pochází ze soukromé sbírky JUDr. Libora Bureše.